# Rybołówka atolowa
Rybołówka atolowa (Anous minutus) – gatunek średniej wielkości ptaka morskiego z rodziny mewowatych (Laridae). Wyglądem podobna do rybołówki cienkodziobej – rybołówka atolowa ma jednak ciemniejsze upierzenie. Nie jest zagrożona wyginięciem.

## Taksonomia
Gatunek po raz pierwszy zgodnie z zasadami nazewnictwa binominalnego opisał Friedrich Boie w 1844. Jako miejsce typowe wskazał Nową Holandię (tj. Australię), co później uściślono do Raine Island. Nazwa rodzajowa Anous ze starogreki oznacza „głupi”, a nazwa gatunkowa minutus z łaciny oznacza „mały”. Wyróżnia się 7 podgatunków:
- A. m. americanus (Mathews, 1912) – wyspy na Morzu Karaibskim, w tym Archipelag Los Roques,
- A. m. melanogenys Gray, 1846 – Hawaje,
- A. m. diamesus (Heller & Snodgrass, 1901) – Wyspa Clippertona (na południowy zachód od zachodnich wybrzeży Meksyku), Wyspa Kokosowa (na południowy zachód od wybrzeża Kostaryki),
- A. m. worcesteri (McGregor, 1911) – wyspa Cavili i rafy Tubbataha (Morze Sulu, południowo-zachodnie Filipiny),
- A. m. minutus Boie, 1844 – wysepki Ashmore Reef, wschodni Queensland (północno-wschodnia Australia), wyspy u północno-wschodnich i południowo-wschodnich wybrzeży Nowej Gwinei, Lord Howe, Norfolk przez Melanezję do Pitcairn,
- A. m. marcusi (Bryan, 1903) – Minami Tori-shima i Wake przez Mikronezję po Karoliny,
- A. m. atlanticus (Mathews, 1912) – tropikalne wyspy południowego Atlantyku – St. Paul, Fernando de Noronha, Martim Vaz, Wyspa Wniebowstąpienia, Wyspa Świętej Heleny, wyspy w Zatoce Gwinejskiej.

## Morfologia
Długość ciała 35–39 cm, rozpiętość skrzydeł 66–72 cm, masa ciała 98–144 g. Upierzenie ptaka w większości jest ciemnoszare, z jaśniejszym ciemieniem. Oko otacza niekompletna biała obrączka. Skrzydła długie i ostro zakończone, ogon krótki. Dziób czarny, cienki i ostry. Nogi czarne u większości podgatunków oprócz podgatunku melanogenys, u którego nogi są pomarańczowe.

## Zasięg występowania
Rybołówka atolowa jest szeroko rozpowszechniona na Oceanie Spokojnym. Występuje również na Karaibach, obszarach okołorównikowych Oceanu Atlantyckiego i w północno-wschodniej części Oceanu Indyjskiego.

## Ekologia

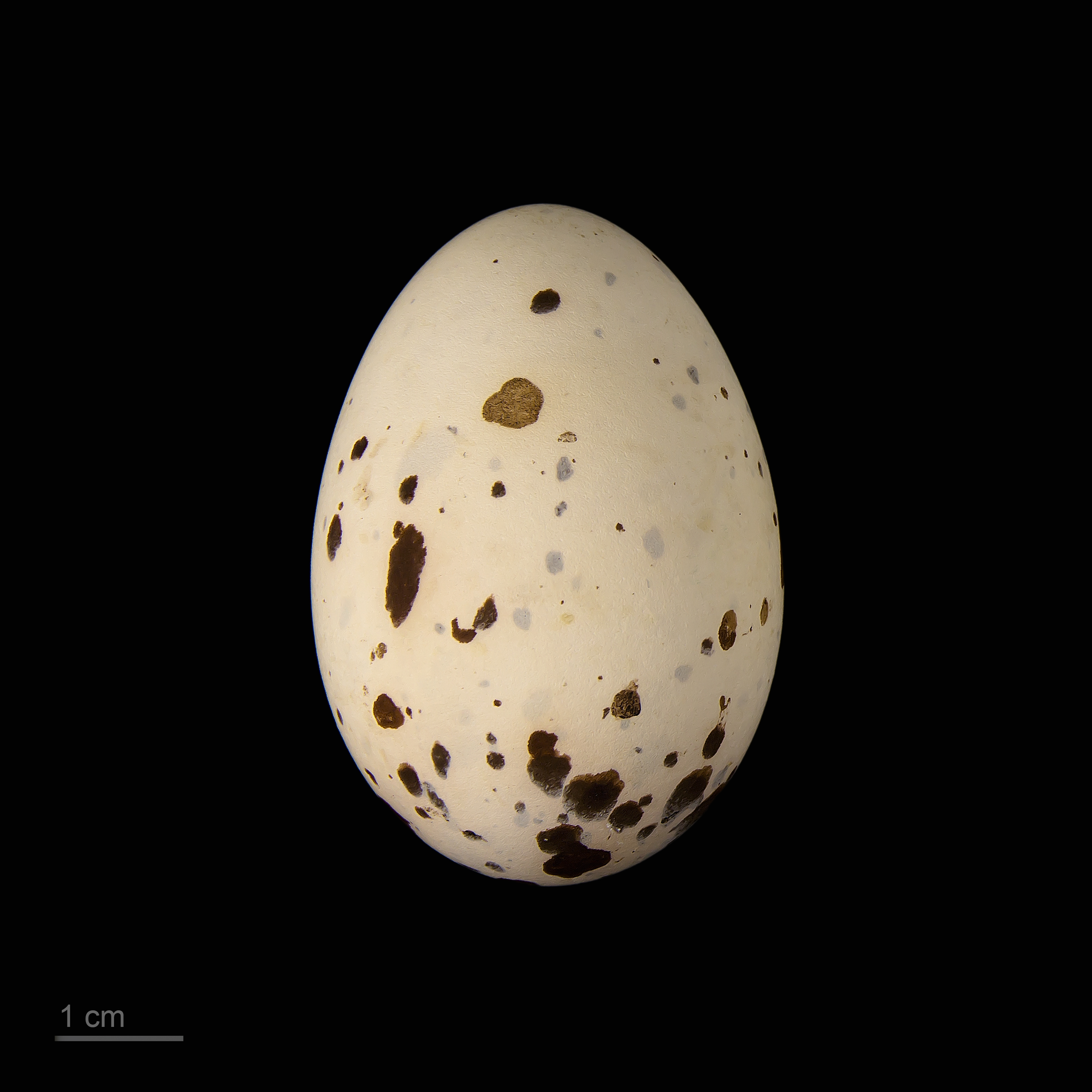
Jajo z kolekcji muzealnej

Pożywienie stanowią głównie niewielkie ryby (zwłaszcza z rodziny aterynowatych) i kalmary, rzadziej skorupiaki. Swe ofiary zbiera, lecąc nisko nad powierzchnią wody.
Gniazda budowane są na gałęziach drzew lub w zaroślach. Gniazdo to zwykle platforma zbudowana z wodorostów i/lub gałązek i liści, sklejonych odchodami. Tam gdzie nie ma drzew, buduje gniazdo na półce skalnej na morskim klifie. Samica składa w sezonie lęgowym jedno jajo. Okres inkubacji trwa 30–37 dni, pisklęta są w pełni opierzone po około 48–60 dniach od wyklucia.

## Status zagrożenia
Przez IUCN gatunek klasyfikowany jest jako najmniejszej troski (LC, Least Concern). W 2019 organizacja Partners in Flight szacowała liczebność światowej populacji na około 1,3 miliona dorosłych osobników, a jej trend oceniała jako lekko spadkowy.